# Villers-Saint-Genest
Villers-Saint-Genest é uma comuna francesa na região administrativa de Altos da França, no departamento de Oise. Estende-se por uma área de 9,66 km². Em 2010 a comuna tinha 411 habitantes (densidade: 42,5 hab./km²).